# Абих, Герман Вильгельмович
Ге́рман Вильге́льмович А́бих (Герман Васи́льевич Абих; нем. Otto Wilhelm Hermann von Abich; 11 декабря 1806[…], Берлин[…] — 1 июля 1886, Вена[…]) — немецкий геолог на русской службе, естествоиспытатель и путешественник; один из основоположников геологического изучения Кавказа. Изучал ледники, геологическое строение и полезные ископаемые Кавказа и Ирана. Академик (1853) и почётный член (1866) Санкт-Петербургской академии наук.
По словам С. А. Венгерова, Г. Абих «создал геологию Кавказа, до него почти неразработанную».

## Биография
Родился 11 декабря 1806 года в Берлине. По происхождению немец. Отец был горным советником, мать — дочерью химика М. Клапрота и сестрой путешественника и востоковеда Ю. Клапрота.
Окончив курс брауншвейгской гимназии, изучал естественные науки в Берлинском университете (у А. Гумбольдта, старого друга родителей, К. Риттера, Л. Буха). Окончил университет в 1831 году со степенью доктора философии за диссертацию De spinello («О шпинели»), опубликованную в том же году.
В 1833—1834 годах изучал вулканические области Италии. Не однажды подвергая жизнь опасности, произвёл исследования и наблюдения извержений Везувия, Стромболи и Этны. Результатом этих наблюдений явилась монография, изданная в Брауншвейге в 1841 году под заглавием «Über die Natur und den Zusammenhang der vulkanischen Bildungen» («О свойстве и общем ходе вулканических образований»), обратившая на автора внимание учёного мира. Помимо дара с необыкновенной точностью производить наблюдения, Абих проявил ещё замечательное умение графически изображать геологические явления природы.
В 1842 году переехал в Россию и был назначен профессором минералогии Дерптского университета. В Дерпте в 1843 году издал сочинение «О геологических свойствах армянской нагорной страны».
С 1849 года Абих изучал Большой Кавказ: исследовал строение почвы, минеральные богатства, этнографию и историю народов, населяющих Кавказский край, занимается вопросами палеонтологии и гидрогеологии. При обследовании склонов Главного хребта между Эльбрусом и Казбеком, помимо Главной цепи, Абих, вслед за И. А. Гюльденштедтом, выявил второй хребет, названный им Боковым.
В том же 1849 году Абих посетил Кавказские Минеральные Воды, где провёл обширные фундаментальные геологические исследования района. В его работе, опубликованной в Кавказском календаре на 1853 год, он дал поэтическое определение рельефа Пятигорья: «Архипелаг скалистых островов». В работе «К геологии Ессентуков» он рекомендовал в качестве неотложной меры провести каптажные работы на существующих источниках и разведать глубоким бурением ещё неизвестный «начальный источник», их питающий. Это увеличило бы количество серно-щелочной воды, № 17, № 4, которой постоянно не хватало. Последующие работы подтвердили эти рекомендации Абиха.
В январе 1853 года избран ординарным академиком Императорской Санкт-Петербургской академии наук (Отделение физико-математических наук; ористогнозия и минералогическая химия).
В 1854 году причислен к Корпусу горных инженеров и поселился на Кавказе.
В 1859 году в Тифлисе изучал метеорит Ставрополь.
В 1866 году был избран почётным членом Императорской Санкт-Петербургской академии наук.
В 1877 году вместе с женой Аделаидой, дочерью академика Г. Гесса, переехал в Вену, и здесь, несмотря на преклонные годы, ревностно принялся за сведение в одно целое своих тридцатилетних наблюдений. Результатом явились две части напечатанных в 1882 году в Вене «Geologische Forschungen in den Caucasischen Landern» с огромным к ним атласом карт. Третья и четвёртая части этого сочинения были закончены, но в печати престарелому автору уже не суждено было их увидеть.
За три недели до смерти Абих написал завещание, в котором просил, чтобы тело его было перевезено в Готу для сожжения, а пепел развеян на могиле матери в Кобленце.
Скончался 19 июня (1 июля) 1886 года в городе Грац, Австро-Венгрия (иногда указывают †2 июля по ЭСБЭ).
Кроме трёхтомного капитального труда и большого количества прижизненных публикаций Германа Абиха о Кавказе, вдовой учёного Аделаидой Абих в 1896 году были изданы в Вене его кавказские письма в двух томах (Adelaide Abich (Hrsg): Aus Kaukasischen Ländern: Reisebriefe. Band 1: Briefe aus den Jahren 1842—1853 an seine Eltern und Geschwister. Band 2: Briefe aus den Jahren 1859—1874 an seine Frau (Аделаида Абих (издатель). Из кавказских стран: Письма путешественника. Том 1: Письма родителям, братьям и сестрам 1842—1853 годы; Том 2: Письма жене 1859—1874 годы). В 1887 году на средства Горного департамента России вдова учёного издала продолжение трудов покойного «Geologische Fragmente aus dem Nachlasse v. Abich»: отрывки «О геологии Керченского полуострова», с картами и профилями, «Барометрические определения высот в папских владениях», «Исследование об острове Понца», а также «Geologische Forschunden in den Kaukasichen Ländäern».

## Восхождение на Большой Арарат
2 июля 1840 года на Армянском плоскогорье произошло землетрясение, в результате которого на склоне горы Большой Арарат произошёл обвал горной породы, льда и снега. Были разрушены монастырь Святого Якова и село Акори, из 2 тысяч жителей которого в живых осталось лишь около 100 человек.
Немецкий исследователь М. Вагнер, посещавший место катастрофы в 1843 и 1844 годах, предположил, что землетрясение и обвал могли сопровождаться извержением лавы и выбросом пара из бокового кратера вулкана.
Для разрешения вопроса о действительных причинах горного обвала 1840 года Абих решил организовать исследовательскую экспедицию на вершину Большого Арарата.
Весной 1844 года Герман Абих прибыл в Ереван и впервые увидел грандиозный вулканический массив, увенчанный двумя конусами. 5–17 мая  Абих пишет матери: 

«Сегодня утром я впервые увидел и полчаса рассматривал в подзорную трубу эту одинокую, но неописуемо красивую гору в ее величавом сиянии. Во всем мире не существует ничего прекраснее, чем эта двойная башня великолепной горной натуры. Все вулканические горы, которые мне приходилось видеть до сих пор, бледнеют от ее блеска: Этна тянет на прислужника-вассала, Везувий выглядит незначительным холмиком. Где еще можно найти такое многообразие, такое — при всей соразмерности и упорядоченности — развитие целого? Где еще можно обнаружить подобную гармонию двух горных вершин..? Где еще, кроме Арарата? Может быть, в Андах? Но где еще, кроме Арарата, есть такая священная земля, как эта, откуда ширится во все стороны мир памяти человеческой? У Алагеза? Нигде на белом свете!»
Первая попытка подняться на потухший вулкан 19 августа 1844 года оказалась неудачной — восхождение пришлось отложить из-за начавшейся снежной бури.
Через год была организована вторая экспедиция на вулкан. Группа восходителей под руководством Германа Абиха, куда входили переводчик Петер Ней, лейтенант Российской армии Соколов и топограф Бугучин, 27 июля 1845 года успешно поднялась на вершину Большого Арарата.
Позже Абих описал экспедицию в работе «Die Besteigung des Ararat am 29 Juli 1845» (Восхождение на Арарат 29 июля 1845 года), изданной в Берлине в 1849 году.

## Вклад в науку
Большую часть времени своего пребывания в России Абих провёл в постоянных научных путешествиях по странам Кавказа, в горах Армении, в Северной Персии с целью метеорологических и гипсометрических наблюдений, а также исследования строения почвы, минеральных богатств, физической географии, этнографии и истории этих областей. Абих так неутомимо действовал на поприще изучения Кавказа и прилегающих к нему стран, а исследования его настолько выделялись своими научными достоинствами, что в 1853 году он был избран ординарным академиком Санкт-Петербургской академии наук за труды по ориктогнозии и химии минералов.
Одним из первых поставил химические проблемы в петрографии и указал на значение полевых шпатов для изверженных пород.

### Основные труды
- De Spinello. Dissertatio inanguralis chemicaquam ad consequendos ab amplissimo Universitatis Berolinensis philosophorum ordine summos in philosophia honores die XXVII. M. August. A. MDCCCXXXI. — Berolini, 1831. — 75 S.
- Erläuternde Abbildungen geologischer Erscheinungen beobachtet am Vesuv und Aetna 1833 und 1834. — Berlin: J. Kuhr, 1837. — 8 S. (переведено на фр. яз.)
- Beschreibung zweier Apparate zur Bestimmung der Dämpfe der Fumarolen und in der Mineralwässern enthaltenen Kohlensäure // Pogg. Ann. Phys. — 1837. — Bd. 42. — S. 167—172.
- Beiträge zur Kenntniss des Feldspaths // Pogg. An. Phys. — 1840. — Bd. 50. — S. 125—148.
- «Ueber Anorthit, Pseudo-Albit Periklinetc» (Pogg. Anal., L, 1)
- Geologische Beobachtungen über die vulkanischen Erscheinungen und Bildungen in Unter und Mittel-Italien. —  Bd. 1. Braunschweig: Pr. Vieweg und Sohn, 1841: Lief. 1. Über die Natur und den Zusammenhang der vulkanischen Bildungen. — [4], [134], XI S.; Lief 2. Nachträge zu seinen Untersuchungen die dem Feldspat. — 138 S.
- Über die geologische Natur des Armenischen Hochlandes. — Dorpat: H. Laakmann, 1843. — 68 S.
- Sur les ruines d’Ani. Extrait d’une lettre adressée à M. le Président de l’Académie, sous la date de Tiflis le 30 janvier. (Lu le 28 mars 1845) // Bulletin de la Classe historico-philologique de l’Académie impériale des sciences de St.-Pétersbourg. Tome deuxième. St.-Pétersbourg: Imprimerie de l’Académie Impériale des Sciences, [1844]—1845. — № 24 (48), col. 369—372.
- Über die Natronseen auf der Araxes-Ebene // J. prakt. Chemie. — 1846. — Bd. 38. — S. 4—11.
- Geologische Skizzen aus Transkaukasien // Erman Arch. wis. Kunde Russland. — Bd. 6. — 1846. — S. 134—152.
- Einige Notizen über die Orographie von Daghestan // Bull. Acad. sci. St.-Ptb. Cl. phys.-math. — 1848. — T. 6. — № 15. — Col. 225—236: 1 Kart.
- «Meteorologische Stationen in Transcaucasien und erste in denselben erhaltene Resultate» (1848)
- Восхождение на Арарат 29 июля 1845 года // газ. «Кавказ». — 1846. — № 5. — С. 19; № 6. — С. 23; № 7. — С. 27
- «Meteorologische Beobachtungen im Transcaucasien» (1850)
- Über die Soda der Araxes-Ebene in Armenien // Bull. Acad. sci. St.-Ptb. Cl. phys.-math. — 1850. — T. 8. — № 21. — Col. 333—336.
- Über einen in der Nähe von Tuls tattgefundenen Erdfall // Bull. Acad. sci. St.-Ptb. Cl. phys.-math. — 1855. — T. 13. — № 22/23. — Col. 337—356: Kart.
- Sur les derniers tremblements de terre dans la Perse septentronale et dans le Caucase, ainsi que sur des eaux et des gaz s’y trouvant en rapport avec ces phénomènes // Bull. Acad. sci. St.-Ptb. Cl. phys.-math. — 1856. — T. 14. — № 4/5. — Col. 49—72.
- Ueber ein schwefelreiches Tufgestein in der Thalebene von Dyadin (1855)
- «Vergleichende chemische Untersuchungen der Wasser des Caspischen Meeres, Urmia- und Van-See's» (1856)
- Trablement de terre observé a Tébris en septembre 1856, notices physiques et géographiques de m. Khanykof sur l’Aserbeidjan // Bull. Acad. sci. St.-Ptb. Cl. phys.-math. — 1858. — T. 16.  — № 22. — Col. 337—352.
- Über das Steinsalz und seine geologische Stellung im Rissischen Armenien: Paläontologische Teil // Mém. Acad. sci. St.-Pb. Sci. math., phys. — Sér. 6. — 1857. — T. 12. — P. 58—150.
- Über die neue geologische Karte von Europa von Andre Dumont. Paris et Liege, 1857 // Bull. Acad. sci. St.-Ptb. Cl. phys.-math. — 1858. — T. 16. — № 13/15. — Col. 135—140.
- «Vergleichende geologische Grundzuge der Kaukasischen, Armenischen und Nordpersischen Gebirge. Prodromus einer Geolgie der Kaukasischen Lander»
- Über die Erscheinung brennender Gases im Krater des Vesuv im Juli 1857 und die periodischen Veränderungen welche derselbe erleidet // Bull. Acad. sci. St.-Ptb. Cl. phys.-math. — 1858. — T. 16. — №  16/17. — Col. 258—270.
- «Ueber Manganerze in Transcaucasien» (1858)
- Beiträge zur Paläontologie des Asiatischen Russlands // Mém. Acad. sci. St.-Pb. Sci. math., phys. — Sér. 6. — 1858. — T. 7 (9). — P. 535—577.
- Bericht an die physikalisch-mathematische Classe der Akademie der Wissenschaften zu St. Petersburg // Bull. Acad. sci. St.-Ptb. — Sér. 3. — 1860. — T. 1. — P. 209—212; 364—366.
- «Aus einem Briefe an den bestandigen Secretar» (1859)
- «Extrait d'une lettre a M. Baer» (1859)
- Über einem bei Stawropol gefallenen Meteorstein // Bull. Acad. sci. St.-Ptb. — Sér. 3. — 1861. — T. 2. — P. 403—422; 433—440.
- Extrait d’une lettre de m. Abich à m. Fritzsché sur son voyage au Daghestan // Bull. Acad. sci. St.-Ptb. — Sér. 3. — 1861. — T. 2. — P. 443—446.
- Sur la structure et la géologie du Daghestan. — 1862. — 32 p. (Mem. Acad. sci. St.-Ptb. — Sér. 7 — Vol. 4. — № 10); То же на русск. яз.: О строении и геологии Дагестана // Горн. журнал. — 1862. — Кн. 4. — С. 86—136.
- Über eine im Caspischen Meere erschienene Insel, nebst Beiträgen zur Kentniss der Schlammvulkane der caspischen Region. — St.-Ptb.: Akad. Wis., 1863. — VIII, 151, [5] S. (Mém. Acad. sci. — Sér. 7. —  T. 6. — № 5).
- Einleitende Grundzüge der Geologie der Halbinseln Kertsch und Taman. St.-Ptb.: Akad. Wis. — 1865. — IV, 80 S.: Kart. (Mém. Acad. sci. St.-Ptb. Sér. 7; T. 9. — № 4).
- Beiträge zur geologischen Kenntniss der Thermalquellen in den Kaukasischen Ländern. Tiflis: Sr. Kaiser. Hoheit. — 1865. — I, 61 S.: Kart.
- Zur Geologie des südostlichen Kaukasus: Bemerkungen von meinen Reisen im Jahre 1865 // Bull. Acad. sci. St.-Ptb. — Sér. 3. — 1866. — T. 10. — P. 21—42.
- Отчёт по исследованию месторождений нефти в Закавказском крае и на Таманском полуострове (Тифлис, 1867, 56 стр.)
- Über das Vorkommen des brennbaren Kohlenwasserstoffs in den Gasgemenge der Kaukasischen Thermen // Bull. Acad. sci. St.-Ptb. — Sér. 7. — 1867. — T. 11. — Col. 397—412.
- Über das Vorkommen des brennbaren Kohlenwasserstoffs in den Gasgemenge der Kaukasischen Thermen // Bull. Acad. sci. St.-Ptb. — Sér. 7. — 1867. — T. 11. — Col. 397—412.
- «Geologische-Erforschungen in den kaukasischen Ländern» (I т., Вена, 1878),
- Über krystallinischen Hagel im unteren Kaukasus in seiner Beziehung zu der Physik des Bodens. — Wien: A. Hölder, 1879. — III, 256 S.
- Геология Армянского нагорья. Западная часть. — Пятигорск: Типография А. М. Мануйлова, 1899. — 202 с.

## Награды
- Константиновская медаль (1882)

## Память
В честь Г. В. Абиха были названы:
- Абих — грязевой вулкан в Азербайджане.
- Абихит — минерал арсенохальцит — мышьяково-кислая окись меди.

Ископаемые животные:
- Aralocardia abichiana Romanowsky, 1890 — двустворчатый моллюск, средний палеоген Средней Азии.
- Cyprina abichi Katscharava, 1952 — двустворчатый моллюск, средний палеоген Грузии.
- Inoceramus abichi Djanelidze, 1942 — двустворчатый моллюск, верхний мел Грузии.
- Trigonia abichi Anthula, 1899 — двустворчатый моллюск, нижний мел Кавказа.
- Venerupis abichi Andrussow, 1885 — двустворчатый моллюск, неоген Грузии.
- Acanthohoplites abichi Anthula, 1899 — головоногий моллюск, нижний мел Северного Кавказа, Туркмении.
- Cicatrites abichi Anthula, 1899 — головоногий моллюск, нижний мел Кавказа.
- Partschiceras abichi Uhlig, 1892 — головоногий моллюск, средняя юра Кавказа.

В Музее землеведения МГУ (на 24-м этаже Главного здания) установлен бюст Г. В. Абиха.